# Château de Lasserre (Lot-et-Garonne)
Pour les articles homonymes, voir Château de Lasserre.
Le château de Lasserre a été construit à  Lasserre, dans le département de Lot-et-Garonne.

## Histoire
En 1259, Armand-Loup de Lasserre et son frère Géraud rendent hommage à Alphonse de Poitiers, comte de Toulouse, pour leur possession de Bruch.
Lasserre appartient en 1487 à Louis de Montagut. Catherine-Bernarde de Montagut, dame de La Serre, a épousé le 16 avril 1570 Jean-Paul d'Esparbès de Lussan et lui apporte Lasserre. Lasserre est resté dans la famille d'Esparbès de Lussan jusqu'au XVIIIe siècle.
Le château a été construit entre 1595 et 1602 par Jean-Paul d'Esparbès de Lussan, sénéchal d'Agenais et de Condomois entre 1604 et 1615, gouverneur de Blaye. 
Avant de construire le château, Jean-Paul  d'Esparbès de Lussan a acheté à l'évêque de Condom en 1582 tous les droits qu'il possédait en paréage avec le roi sur la juridiction voisine de Francescas. Puis il a acheté des terres autour du site du château.
Pour faire construire son château, Jean-Paul d'Esparbès de Lussan a fait appel à un architecte parisien, Marin de la Vallée. Le château n'a pas le caractère défensif comme l'avait fait, quelques dizaines d'années auparavant, Blaise de Monluc au château d'Estillac, mais résidentiel. La fin des guerres de religion en Agenais n'a lieu que le 2 mars 1595 par la reddition de Montpezat.
Le maître maçon parisien a soumis le devis des travaux de  gros œuvre en janvier 1595 et il est resté à Lasserre de 1595 à novembre 1597. En 1596, il a apposé l'inscription suivante dans le pavillon sud-ouest :
M. DE LAVALLEE
ME MASSON
A PARIS.MA
FAICTE 1596
Le maître maçon étant jeune au moment où il entreprend la construction de ce château. On ne sait pas comment Jean-Paul d'Esparbès de Lussan a fait sa connaissance.
Pour construire le château, le maître maçon parisien s'est fait aidé des entreprendeurs Laurent Bouchet, d'Artigues, Jean Rocques, de Sempeserre, Jean de Lagleize et Raymond Salles, de Miradoux.
De la Vallée s'est réservé la construction de l'escalier pour lequel il a  été aidé par Balthazar Delly, maître maçon ou architecte lorrain.
Les fondations étant achevées en avril 1595, on a passé un contrat pour la confection des ferrures des portes et des fenêtres. En septembre 1595, ce sont les contrats pour l'exécution des planchers et des fermes des combles qui sont traités. Tous ces contrats ont été conservés.
L'inscription du pavillon sud-ouest montre qu'en 1596 l'aile sud-ouest du logis devait être achevée jusqu'au grand escalier, mais l'aile nord-ouest n'est pas terminée. Le 8 novembre 1597 est signé le dernier contrat par l'architecte « conduisant l'œuvre du bastiment dudict sieur de Lussan et La Serre ».
Le 26 août 1598, de la Vallée est remplacé par Paul Vaudoyer « maître masson, tailleur de pierre, de la  ville de Paris, et architecte pour le bastiment de M. de Lussan et La Serre ». Le château était alors couvert et le seigneur du lieu a choisi un sculpteur pour construire rapidement les trois cheminées monumentales placées dans les trois plus grandes salles pour rendre  le château habitable. Paul Vaudoyer est retourné à Paris puis il travaille en 1609 sur le château de La Chapelle-sous-Crécy. Les cheminées de Lasserre de Paul  Vaudoyer ont pu inspirer la réalisation de celles du château de Cadillac construit par le duc d'Épernon.
Le château devient une propriété de la famille de Narbonne-Pelet, puis il passe dans la famille Digeon de Monteton par le mariage de Suzanne de Narbonne-Pelet, avec Jean-Jacques Digeon de Monteton, comte de Monteton en 1754.
Les Digeon de Monteton ont conservé le château jusqu'à l'extinction de cette famille en 1835 avec la mort de Philippe Digeon de Monteton. Le château passe par héritage  à Léopold de Gervain qui a fait restaurer le château où il a résidé.
Le château a été inscrit monument historique le 7 janvier 1926,.